# La Maison de Bernarda Alba (film)
Pour plus de détails, voir Fiche technique et Distribution.
La Maison de Bernarda Alba (La casa de Bernarda Alba) est un film espagnol réalisé par Mario Camus, sorti en 1987.

## Synopsis
Pepe El Romano a pour projet de se marier avec Angustias, une des filles de Bernarda, issue de son premier mariage, car elle a beaucoup d'argent depuis l'héritage de son père.

## Fiche technique
- Titre : La Maison de Bernarda Alba
- Titre original : La casa de Bernarda Alba
- Réalisation : Mario Camus
- Scénario : Mario Camus et Antonio Larreta d'après la pièce de théâtre La Maison de Bernarda Alba de Federico García Lorca
- Photographie : Fernando Arribas
- Montage : José María Biurrún
- Société de production : Paraiso Films et Televisión Española
- Société de distribution : Colifilms Distribution (France)
- Pays :  Espagne
- Genre : Drame
- Durée : 103 minutes
- Dates de sortie : 
  -  Espagne : 3 avril 1987
  -  France : 16 janvier 1991

## Distribution
- Irene Gutiérrez Caba : Bernarda Alba
- Ana Belén : Adela
- Florinda Chico : Poncia
- Enriqueta Carballeira : Angustias
- Vicky Peña : Martirio
- Aurora Pastor : Magdalena
- Mercedes Lezcano : Amelia
- Pilar Puchol : Criada
- Rosario García Ortega : Maria Josefa
- Ana María Ventura : Prudencia
- Paula Soldevila : Muchacha
- Álvaro Quiroga : Pepe el Romano
- Fernanda de Utrera : la voix de la chanteuse

## Distinctions
Le film a été nommé pour trois prix Goya et a remporté celui de la meilleure direction artistique.